# جاستن ريتشاردسون
جاستن ريتشاردسون (بالإنجليزية: Justin Richardson)‏ هو كاتب وكاتب للأطفال أمريكي، ولد في 12 سبتمبر 1963.